# Радехівський пивзавод
Радехівський пивзавод — пивзавод у Радехові.

## Історія
Радехівський пивзавод у 1887 році заснував Мендель Цайгер. У 1906 році змінився власник. Після цього власники змінювались неодноразово, поки пивоварня не опинилась у власності графа Станіслава Бадені, якому також належав завод в Буську.
У 1939 році з приходом радянської влади завод був націоналізований і відданий в підпорядкування Львівського ВО «Колос».
Під час другої світової війни пивоварня майже не постраждала, не враховуючи зрешечених від автоматних черг варних куфів, з яких гітлерівці пили пиво, коли увійшли в місто.
В 1972 році була демонтована лінія розливу в пляшки.
У 1983 випущено 5 450 000 літрів пива, що для невеликого заводу є відмінним показником.
У 1994 році завод вийшов із пивного об'єднання і тепер став акціонерним товариством.
Після розпаду СРСР для заводу настали важкі часи. У 1995 році завод випустив близько 1 млн літрів, що є не найкращим показником. Не можна сказати, що керівництво нічого не робило, щоб врятувати ситуацію. Приблизно ж тоді запросили пивовара з Чехії. Результати не змусили чекати — у 1997 році було випущено близько 2 млн літрів пива. Але керівництво заводу не захотіло віддавати чеху акції компанії в обмін на нове обладнання і він поїхав додому.
1996–2001 рр. пиво розливали в півлітрові пляшки в Закарпатській області на Свалявському заводі продтоварів. Возили його також в Ковель, щоправда, розлив здійснювався в 100-літрові бочки.
Після 2003 року на заводі випускали лише один сорт пива, а річний випуск ледве дотягував до 500 тис. літрів. Продавалось пиво лише в Радехові і його місцевостях. 60% акцій заводу належало тодішньому директору Литвинко Галині Семенівній, а штат співробітників становив порядку 10 людей.
У 2007 році випуск пива був припинений у зв'язку з низьким рівнем його реалізації.